# Piano (Charの曲)
「Piano」は、日本のミュージシャンCharの17枚目のシングルである。2005年10月19日発売。発売元はユニバーサルミュージック。

## 概要
- アルバム『天邪鬼 Amano-Jack』からの先行シングル。
- 通常盤と初回限定盤の二種リリース。初回限定盤にはDVD付き付き。
- PV監督は前嶋輝。

## 収録曲

### CD
1. Piano(Japanese version)[2:52]
作詞・作曲・編曲：Char
2. Piano(English version)[2:53]
作詞：Kanna S.McFaddin、作曲・編曲：Char
3. Moonlight Serenade[3:44]
作曲：Glenn Miller、編曲：Char

### DVD(初回限定盤のみ)
1. Piano（Japanese version）-Video Clip-
2. Another Face -Live at Hibiya Yagai Ongakudo 23．July．2005-

## 収録アルバム

### Piano(Japanese version)
- オリジナル『天邪鬼 Amano-Jack』（2005年12月07日）
- ベスト『CHAR SINGLES 1976-2005』（2006年07月19日）

### Piano(English version)
- ベスト『CHAR SINGLES 1976-2005』（2006年07月19日）

### Moonlight Serenade
- ベスト『CHAR SINGLES 1976-2005』（2006年07月19日）